# Rakova obratnica
 Ovo je glavno značenje pojma Rakova obratnica. Za druga značenja pogledajte Rakova obratnica (razdvojba).
Rakova obratnica je jedna od pet najvažnijih paralela koje označavaju zemljopisnu širinu na kartama Svijeta. Nalazi se na 23°26' 22" (stupnjevi, minute, sekunde) zemljopisne širine sjeverno od ekvatora. Ona povezuje najsjevernije točke na Zemlji na kojima Sunce dolazi u zenit, odnosno, gdje Sunčevo svjetlo pada točno pod pravim kutom na Zemljinu površinu. To se događa samo jednom godišnje, 21. lipnja, a naziva se (na sjevernoj polutci) ljetni suncostaj (solsticij). Isto to se događa na južnoj polutci u zimskom solsticiju (ponovo iz kuta gledanja na sjeverenoj polutci) na jednakoj udaljenosti od ekvatora, gdje se ta paralela naziva Jarčevom obratnicom. Područje između tih dvaju paralela, ima tropsku klimu, dok je sjeverno i južno od obratnica, dakle sjevernije i južnije od 23°26' 22" nalazi područje umjerene klime.
Kad dolazi do promjene kuta osi Zemljine vrtnje u odnosu na Sunčevu ekliptiku, što se događa u ciklusima od 41.000 godina, mijenja se i stupanj zemljopisne širine. Raspon zemljopisne širine unutar kojih se obratnice kreću je između 21,5° i 24,5°. Trenutno, prosječna vrijednost pomicanja Rakove obratnice prema jugu je oko 15 metara godišnje. Kako se isto tako i Jarčeva obratnica pomiče prema sjeveru, ukupna površina tropa smanjuje se prosječno za oko 1.100 km2.
Porijeklo imena Rakove obratnice je starogrčki, još iz vremena od prije više od 2000 godina. U to vrijeme se Sunce u zenitu nalazilo na mjestu gdje se noću nalazilo zviježđe Raka. Drugi dio imena, obratnica, potiče od činjenice, da se prividno pomicanje Sunca kreće upravo između tih dvaju paralela. Kad "stigne" do zenita u jednoj, "vraća" se ponovo do zenita u drugoj obratnici (obrće se smjer prividnog kretanja). 
Rakova obratnica prolazi, gledano od zapada prema istoku, kroz sljedeće zemlje: Zapadna Sahara, Mauritanija, Mali, Alžir, Niger, Libija, Čad, Egipat, Saudijska Arabija, Ujedinjeni Arapski Emirati, Oman, Indija, Bangladeš, Mijanmar, Kina, Tajvan, Havaji  (SAD), Meksiko i Bahami. 
Vidjeti i:
- Jarčeva obratnica
- ekvator
- Arktički krug
- Antarktički krug